# گییس اسمال
گییس اسمال (انگلیسی: Gijs Smal؛ زادهٔ ۳۱ اوت ۱۹۹۷) بازیکن فوتبال اهل پادشاهی هلند است که در حال حاضر برای باشگاه فوتبال فاینورد بازی می‌کند.
از باشگاه‌هایی که در آن بازی کرده است می‌توان به باشگاه فوتبال ولندام و باشگاه فوتبال توئنته اشاره کرد.

## دوران باشگاهی
گییس اسمال در ده‌ریپ به دنیا آمد و در ۲۲ سپتامبر ۲۰۱۷ برای باشگاه فوتبال ولندام در بازی مقابل خرافشاپ اولین بازی حرفه‌ای خود را در لیگ دسته اول فوتبال هلند انجام داد. او سپس موفق شد خود را در ترکیب اصلی تثبیت کند و در اولین فصل خود ۲۸ بازی لیگ انجام داد. در فصل بعد، اسمال رقابت برای پست دفاع چپ را به رابین شوتن که از باشگاه فوتبال یانگ آژاکس آمده بود، باخت و بیشتر به عنوان بازیکن تعویضی ظاهر شد. با این حال، او به همراه تیم ذخیره ولندام قهرمان دسته سوم شد. تحت سرمربی جدید ویم یونک، او دوباره در فصل ۲۰۱۹–۲۰ به ترکیب اصلی تیم اول بازگشت. با زدن شش گل و ارائه ده پاس گل، او بازیکن کلیدی در لیگ دسته دومی بود که به دلیل دنیاگیری کووید-۱۹ معلق و سپس منحل شد.
در ۲۶ ژوئن ۲۰۲۰، اسمال قراردادی سه‌ساله با باشگاه لیگ برتر توئنته امضا کرد و به صورت آزاد به این باشگاه پیوست.

### فاینورد
در ۳۱ مه ۲۰۲۴، اسمال قراردادی چهار ساله با باشگاه فوتبال فاینورد امضا کرد. او در ۱۸ اوت اولین بازی رسمی خود را برای این باشگاه انجام داد و به عنوان تعویضی در پیروزی ۵–۱ خارج از خانه مقابل باشگاه فوتبال پک زووله وارد زمین شد.